# Église Saint-Charles-Borromée de Wrocław
Pour les articles homonymes, voir Église Saint-Charles-Borromée.
L'église Saint-Charles-Borromée est une église catholique de style néo-roman rhénan située à Wrocław et dédiée à saint Charles Borromée. Depuis l'après-guerre, la paroisse est confiée aux franciscains conventuels de la province de Cracovie.

## Historique

### Avant 1945
L'église fut construite dans les années 1911-1913, à l'époque où la ville s'appelait Breslau et appartenait à l'Empire allemand. Il était en effet nécessaire de construire une nouvelle église en raison du grand nombre de paroissiens catholiques dans les anciens villages (rattachés depuis 1868 à la ville de Breslau) de : Höfchen (aujourd'hui Dworek (pl)) et Gabitz (aujourd'hui Gajowice (pl)). Les catholiques habitant ces villages jusqu'au XIXe siècle appartenaient à la paroisse très éloignée de Sainte-Marie-sur-le-Sable sur l'île de sable. C'est seulement à partir de l'an 1892 que l'on construisit au monastère de Saint-Charles-Borromée, se trouvant aujourd'hui rue Stysia, une chapelle pour les besoins spirituels des habitants des deux quartiers. Elle subsista jusque dans les années 1970, quand on décida de construire à sa place la nouvelle église Saint-Ignace-de-Loyola (pl). Le nom du patron du monastère, saint Charles Borromée, fut donc attribué à la nouvelle église construite selon le projet de l'architecte J. Maasa dans le triangle formé par la Gabitzstraße (aujourd'hui rue Gajowicka), la Charlottenstraße (aujourd'hui rue Krucza) et l'Herderstraße (aujourd'hui rue Grochowa).
L'église est de style architectural historiciste de Rhénanie, et son intérieur de style gothique silésien. Sur la façade ouest (rue Gajowicka), un clocher, composé de quatre petites tours et d'une tour centrale, domine l'édifice. 
Pendant le siège de Breslau) en 1945, les Allemands ont fait de l'église un point de résistance, utilisant le clocher comme point d'observation et servant de la solide construction de l'édifice comme protection. La décision fut assumée par le commandant de la défense de la ville, le général von Ahlfen (en). Le prêtre allemand Paul Peikert (de), curé de l'église Saint-Maurice, écrivit dans ses chroniques à la date du 22 février 1945 :
C'est ce même général qui ordonna que l'église Saint-Charles-Borromée fût transformée en édifice de défense et qui après avoir été interpellé par le directeur de la Caritas, Zinkego, négociant avec lui au sujet de la profanation des églises, déclara qu'en cas de nécessité il ordonnerait la transformation de toutes les églises.
Cinq jours plus tard :
L'église Saint-Charles, qui fut transformée en forteresse, est désormais complètement détruite. C'était une construction de type néo-roman... témoignant d'un style remarquable.
Le curé de l'église Saint-Charles a été mis en demeure de quitter l'église et il a déménagé en même temps que d'autres personnes dans les caves de la chapelle de la rue Stysia, nommée alors rue saint Ignace de Loyola. Grâce aux récits des prêtres polonais qui s'y sont réfugiés, on a pu savoir que les bombardements et les tirs sur l'église furent très importants. La destruction de l'église représentait environ 50 % de l'édifice. Les plus gros dégâts ont été causés par quelques centaines de bombes à fragmentation qui ont détruit la toiture, trois tours, la sacristie et l'orgue.

### Après 1945
Tout de suite après la fin de la Seconde Guerre mondiale, on envisagea sérieusement sa destruction totale de l'église. Cette idée semblait plus motivée par le fait qu'à cette époque pratiquement tout le quartier de Gajowice (Gabitz), comme les quartiers voisins de Dworek (Höfchen) et de Południe étaient transformés en mer de ruines et seulement un très petit nombre d'immeubles pouvaient être récupérés pour y loger la population. On ne sentit donc pas le besoin de reconstruire l'église en priorité, puisque encore en 1952 on estimait que la paroisse ne comptait que 200 fidèles, la population allemande de Silésie ayant été expulsée de la ville entre 1945 et 1949. 
Après la guerre, les restes des objets sacrés de l'église furent systématiquement pillés et dévastés. Les autorités de l'église permirent au nouveau clergé polonais de Wrocław le démontage des ornements dans le but d'être transférés dans d'autres lieux de culte de la ville. On étudia la possibilité un certain temps de bâtir une église de garnison, mais en 1947 la reconstruction fut entreprise par les franciscains conventuels. En 1950, on reprit ici les offices religieux et, en 1951, on finit de rénover la toiture, la réparation des vitraux, la réparation du clocher et de deux de ses tourelles. Dans les années 1985-1987, on y entreprit à nouveau d'importantes rénovations, recouvrant le toit et le clocher de tuiles de cuivre.
C'est ici que fut ordonné prêtre en 1986 le bienheureux Zbigniew Strzałkowski (1958-1991) et ordonné au diaconnat le bienheureux Michal Tomaszek (1960-1991).